# Pepe Gutiérrez-Álvarez
José Gutiérrez-Álvarez (La Puebla de Cazalla, Sevilla, 1946) és un escriptor i polític marxista espanyol.

## Biografia
El 1960 va emigrar amb els seus pares a l'Hospitalet de Llobregat, una de les ciutats industrials del cinturó roig de Barcelona. Va participar en les primeres Comissions Obreres juvenils, i va viure a França entre 1968 i 1971, on va militar en la Lliga Comunista Revolucionària d'aquell país. De tornada a Catalunya, va ser militant de la Lliga Comunista Revolucionària, escrivint a les pàgines culturals de Combate i Inprecor, així com al Diari de Barcelona, La Voz de Euskadi i Liberación. També va col·laborar amb l'editorial Fontamara. També va ser delegat sindical de CCOO en la sanitat pública.
Ha col·laborat assíduament a revistes com Tiempo de Historia, Historia 16, Historia y Vida, L'Avenç y Cahiers Léon Trotsky. Ha escrit tres biografies, sobre Leon Trotsky, George Orwell i Nelson Mandela.
Actualment és membre actiu de la Fundació Andreu Nin i militant d'Izquierda Anticapitalista. Escriu articles polítics i crítiques de cinema regularment a Kaos en la Red i altres pàgines de l'esquerra.

## Obres
- Memorias de un bolchevique andaluz (Montesinos, 2002)
- Miniwatt-Philips, la memoria obrera (El Viejo Topo, 2003)
- Retratos poumistas (Ed. Espuela de Plata, 2006)
- La cuestión Orwell (Sepha, 2008)